# Georgijevski ugovor
Georgijevski ugovor (rus. Георгиевский трактат, gruz. გეორგიევსკის ტრაქტატი, transliterirano georgievskis trakt'at'i) bio je bilateralni ugovor sklopljen između Ruskog Carstva i istočnog gruzijskog kraljevstva Kartlije i Kahetije dana 24. srpnja 1783. godine. Ugovorom je istočna Gruzija uspostavljena kao protektorat Rusije, koja jamči njenu teritorijalnu cjelovitost i nastavak vladavine dinastije Bagrationi, a zauzvrat će od Gruzije preuzeti vođenje vanjskih poslova. Time se istočna Gruzija odrekla bilo kakve ovisnosti o Perziji, čiji je suzeren bila stoljećima, ili pak o nekoj drugoj sili. No, svaki novi gruzijski vladar Kartlije i Katehije zahtijevao bi potvrdu i investituru ruskog cara.

## Članci
Prema člancima I, II, IV, VI i VII ugovora, ruska carica postala je službena i jedina suzerena vladarica Kartlije i Kahetije, jamčeći Gruzijcima unutarnji suverenitet i teritorijalni integritet, i obećavajući da će "njihove neprijatelje smatrati svojim neprijateljima". Svaki od careva gruzijskog kraljevstva od sada će biti dužan prisegnuti na vjernost ruskim carevima, podržavati Rusiju u ratu i ne komunicirati diplomatskim putem s drugim narodima bez prethodnog pristanka Rusije.
S obzirom povijest invazija na Gruziju s juga, savez s Rusijom možda se smatrao jedinim načinom da se obeshrabri ili odupre perzijskoj i osmanskoj agresiji, a da se pritom uspostavi veza sa zapadnom Europom. U prošlosti, gruzijski vladari ne samo da su prihvaćali formalnu dominaciju turskih i perzijskih careva, već su također često prelazili na islam i boravili u njihovim prijestolnicama. 
Ugovor je u ime Rusije pregovarao general-pukovnik Pavel Potemkin, zapovjednik ruskih trupa u Astrahanu i delegat i rođak generala kneza Grigorija Aleksandroviča Potemkina, koji je bio službeni ruski opunomoćenik. Službeno izaslanstvo Kartlije i Kahetije predvodili su Ivan, princ od Mukhranija,  i general-pobočnik Garsevan Čavčavadze. Ti su emisari službeno potpisali ugovor u tvrđavi Georgievsk na Sjevernom Kavkazu 24. srpnja 1783. godine. Gruzijski kralj Eraklo II. i carica Katarina Velika su ga, zatim, službeno ratificirali 1784. godine.